# Space Ship Sappy
Space Ship Sappy (br.: Gente de outro planeta) é um filme estadunidense de 1957 de curta-metragem do gênero "Comédia", dirigido por Jules White para a série cômica com Os Três Patetas. Foi o  178º curta da série, de um total de 190 produzidos pela Columbia Pictures entre 1934 e 1959.

## Sinopse
Os 3 Patetas são marinheiros desempregados que resolvem responder a um anúncio de emprego no jornal, para tripulantes de uma "nave". Eles são contratados pelo excêntrico Professor A.K. Rimple (Benny Rubin) e sua filha (Doreen Woodbury), os quais escondem deles que a "nave" na verdade é uma "espaçonave" que rumará até a Lua. Mas, antes a nave vai até Vênus (chamado pelo professor de Sunev, Vênus soletrado de trás para a frente, pois a viagem é secreta). Quando vão explorar o planeta, os Patetas são capturados por três mulheres selvagens canibais. Escapam mas são perseguidos por um lagarto gigante. No final, o trio ganha o prêmio de maiores mentirosos do mundo por essa história, dado pelo "Clube dos Mentirosos".